# 金有成
金有成（朝鮮語: 김유성、英語: Kim Yu-Song、1995年1月24日 - ）は、朝鮮民主主義人民共和国（北朝鮮）のサッカー選手。4.25体育団所属。北朝鮮代表。ポジションはフォワード。 

## 経歴

### クラブ
2014年に4.25体育団加入後、同年から2年間、FCチューリッヒのリザーブチーム (FC Zürich II、スイス・プロモーションリーグ所属) でプレー。2016年にチームに復帰。 
2017年3月14日に行われたAFCカップグループステージのホーム・エルチム戦（綾羅島5.1スタジアム）で1試合5ゴールを挙げて注目を集める。アウェイでの対戦でもハットトリックを達成し、チームは地区間プレーオフ準決勝（全体の準々決勝）で敗退したにもかかわらず得点王に輝いた。 

### 代表
2014年にAFC U-19選手権2014に出場するU-19北朝鮮代表に選出され全6試合に出場、2ゴールを挙げ準優勝に貢献。翌年の2015 FIFA U-20ワールドカップにも出場した。また、U-23北朝鮮代表としてAFC U-23選手権2018にも出場。 
2016年にフル代表に招集され、同年の国際親善試合・ベトナム戦で金国范との交代出場で代表デビュー 。2017年6月6日にカタールとの国際親善試合で代表初ゴールを挙げる。同年行われたAFCアジアカップ3次予選ではアウェイ・マレーシア戦でのハットトリックを含め6試合6ゴールを挙げる活躍を見せた。

## 個人成績

### 代表
2017年11月13日現在
| 北朝鮮代表 | 国際Aマッチ | 国際Aマッチ |
| 年         | 出場        | 得点        |
| ---------- | ----------- | ----------- |
| 2016年     | 4           | 0           |
| 2017年     | 9           | 7           |
| 2018年     | 4           | 1           |
| 通算       | 17          | 8           |

### ゴール
| # | 開催年月日     | 開催地           | 対戦国     | 勝敗 | 試合概要                       |
| - | -------------- | ---------------- | ---------- | ---- | ------------------------------ |
| 1 | 2017年6月6日   | カタール、ドーハ | カタール   | △2–2 | 国際親善試合                   |
| 2 | 2017年6月13日  | 香港、旺角       | 香港       | △1–1 | 2019 AFCアジアカップ予選       |
| 3 | 2017年9月5日   | 北朝鮮、平壌     | レバノン   | △2–2 | 2019 AFCアジアカップ予選       |
| 4 | 2017年11月10日 | タイ、ブリーラム | マレーシア | ◯4–1 | 2019 AFCアジアカップ予選       |
| 5 | 2017年11月13日 | タイ、ブリーラム | マレーシア | ◯4–1 | 2019 AFCアジアカップ予選       |
| 6 | 2017年11月13日 | タイ、ブリーラム | マレーシア | ◯4–1 | 2019 AFCアジアカップ予選       |
| 7 | 2017年11月13日 | タイ、ブリーラム | マレーシア | ◯4–1 | 2019 AFCアジアカップ予選       |
| 8 | 2018年11月11日 | 台湾、台北       | モンゴル   | ◯4–1 | EAFF E-1サッカー選手権2019予選 |